# 2021年孟加拉反莫迪示威
2021年孟加拉反莫迪示威是2021年3月19日至29日孟加拉國民眾反對印度總理納倫德拉·莫迪訪問該國而發動的一系列抗議，莫迪至孟加拉國參與孟加拉國獨立50週年的紀念活動，但抗議民眾指控他擔任古加拉特邦邦長時在2002年古吉拉特騷亂中鼓動暴力，觸犯反人類罪，並抗議印度反穆斯林與干涉孟加拉國內政的政策。抗爭原為孟加拉學生聯盟、孟加拉學生權益維護委員會與社会主义学生阵线等學生組織發起，後來伊斯蘭組織孟加拉保衛伊斯蘭聯盟也加入示威，抗議活動原本為和平抗爭，但抗爭者在達卡白圖穆卡蘭清真寺揮舞鞋子抗議時與執政黨孟加拉人民聯盟人士及警方發生暴力衝突，造成數人死亡，隨後抗爭蔓延至孟加拉其他城市。
國際特赦組織批評孟加拉政府使用過當武力鎮壓抗爭，呼籲其尊重民眾和平集會的自由。孟加拉保衛伊斯蘭聯盟與警方發生衝突後宣布發起罷工，指控警方向和平抗爭的民眾開火。整起示威造成至少17人死亡，超過500人受傷。